# 雲辺寺山
雲辺寺山（うんぺんじさん）は、徳島県三好市（旧池田町）と香川県観音寺市（旧大野原町）の境界に位置する讃岐山脈に属する山。標高927m。

## 地理・概要
讃岐山脈西端に位置し、三好市と観音寺市の境界線上にある。四国百名山67番、そして、山頂から徳島県側にかけて四国八十八箇所霊場第六十六番で同霊場中で最高所にある雲辺寺があり、山頂最高地点にはその寺の毘沙門天展望館が立っていて、三角点は頂上から北方0.7kmのNTTドコモ雲辺寺基地局の西側裏手に、二等三角点「雲辺寺山」（910.7m）が、南方400mの西峰にある四国地方建設局雲辺寺無線中継局のメインタワーより道路を挟んで山に入り、約20mに四等三角点「蛇の谷」（916.2m）がある。
四国のほぼ中心にあることから「全讃史」に「長宗我部元親、この山に登り、四州（四国）を俯見し、遂に掌握の心生ず」とある。
観音寺市大野原町内野々からロープウェイ（雲辺寺ロープウェイ）が1987年（昭和62年）3月28日 開業している。車道は県道8号線が寺の目前まで通じているが、あと残り部分は有料（普通者で500円）である。
ロープウェーを運行する四国ケーブルにより2001年に香川県唯一のスキー場「スノーパーク雲辺寺」が開業。開業当初は1シーズンで約2万6000人が訪れていたが、暖冬の影響で営業日数が短くなり、2020年春までのシーズンの利用客は1万4000人ほどとなっていた。2020年3月の営業終了後、暖冬による営業日数の減少や造雪のための電気代の負担の増加、新型コロナの影響による客の減少などにより営業の継続を断念し閉鎖となった。
山頂付近には雲辺寺山頂公園があり、2020年7月には「天空のブランコ」が整備された。

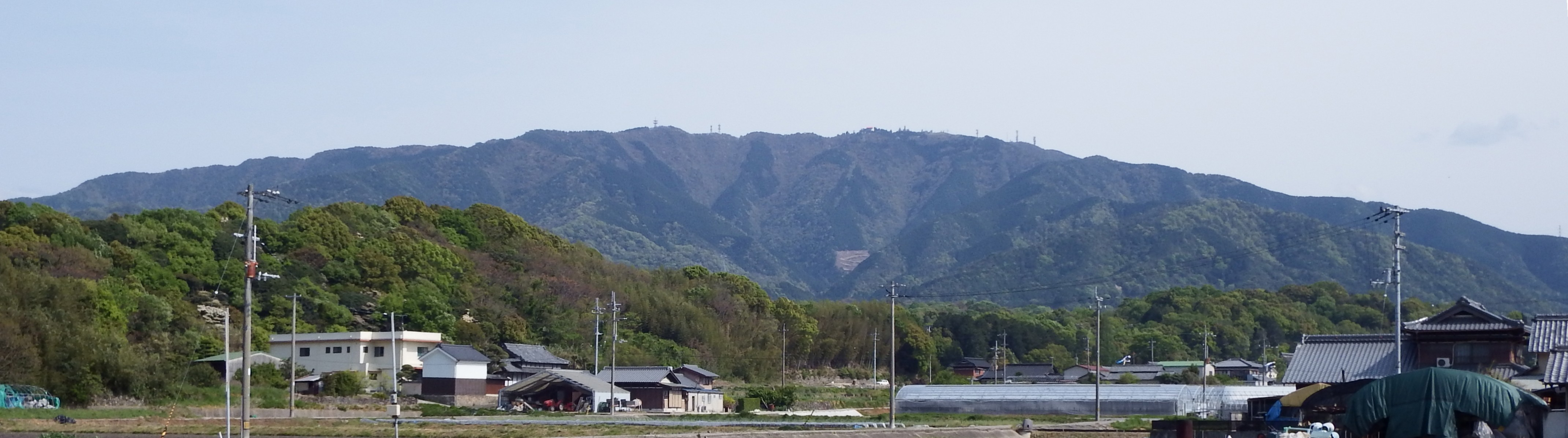
全容を北より
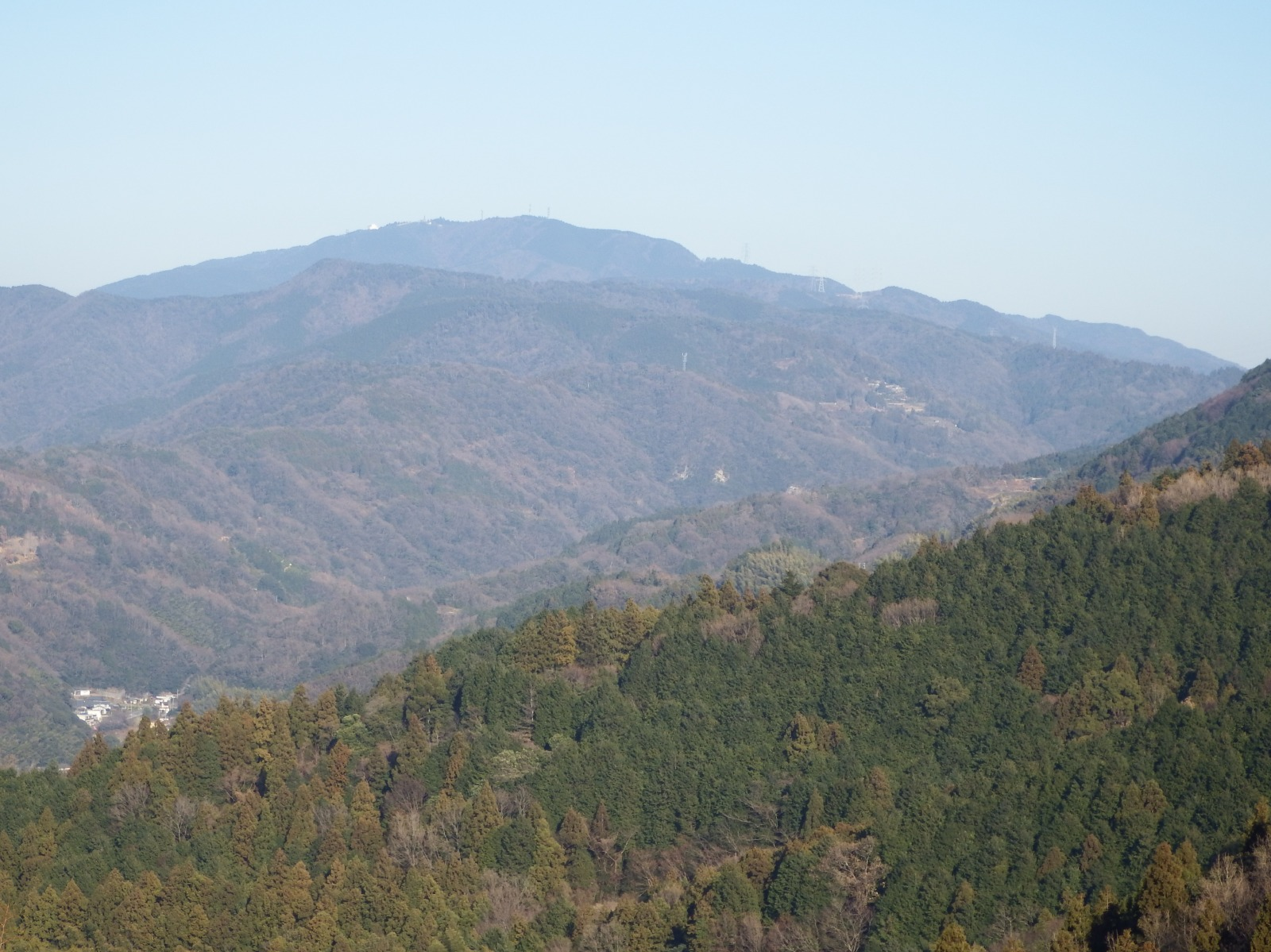
西より
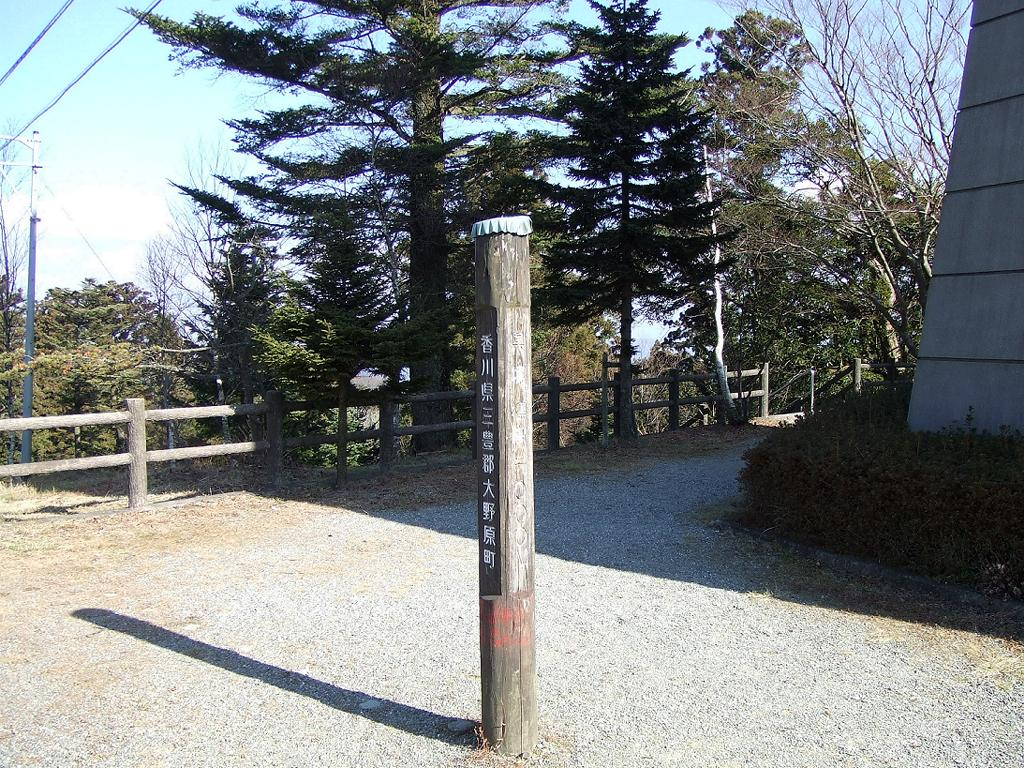
最高所927mの毘沙門天展望館横
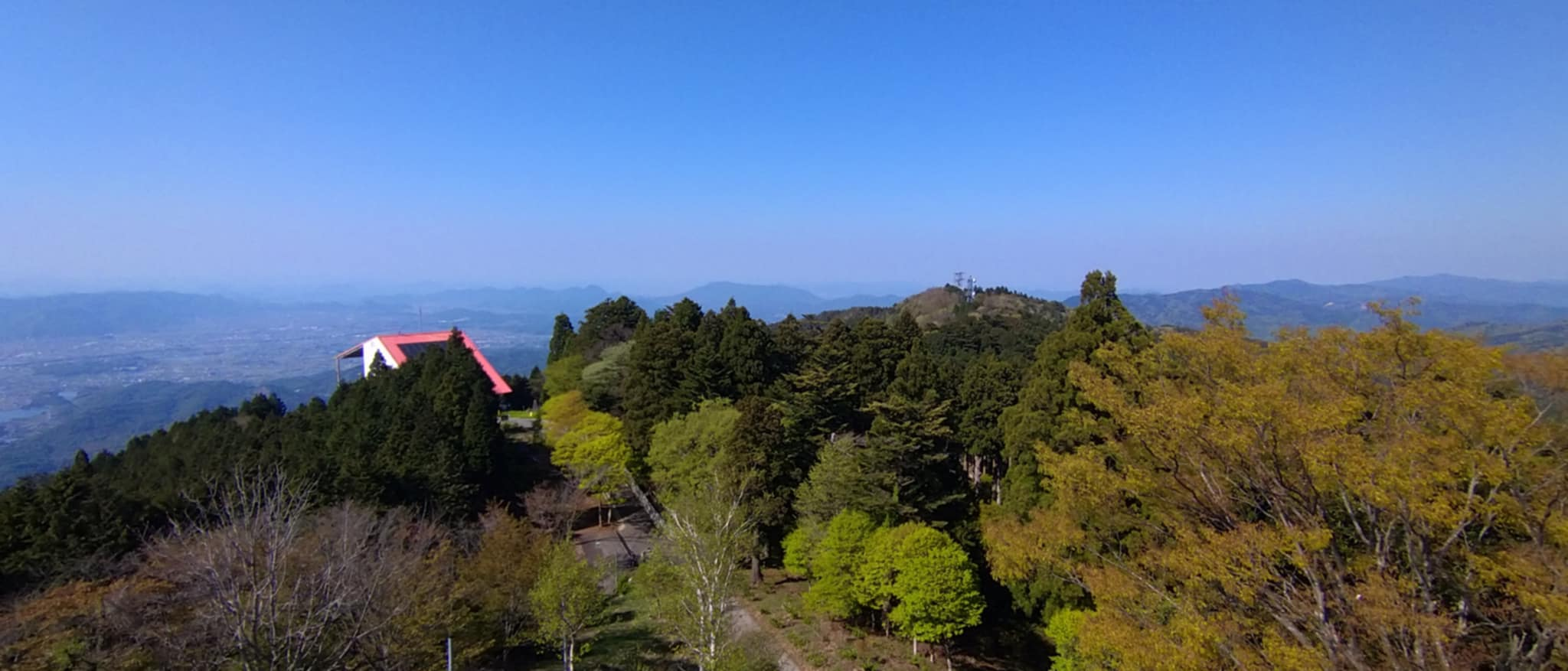
展望館より東峰を臨む
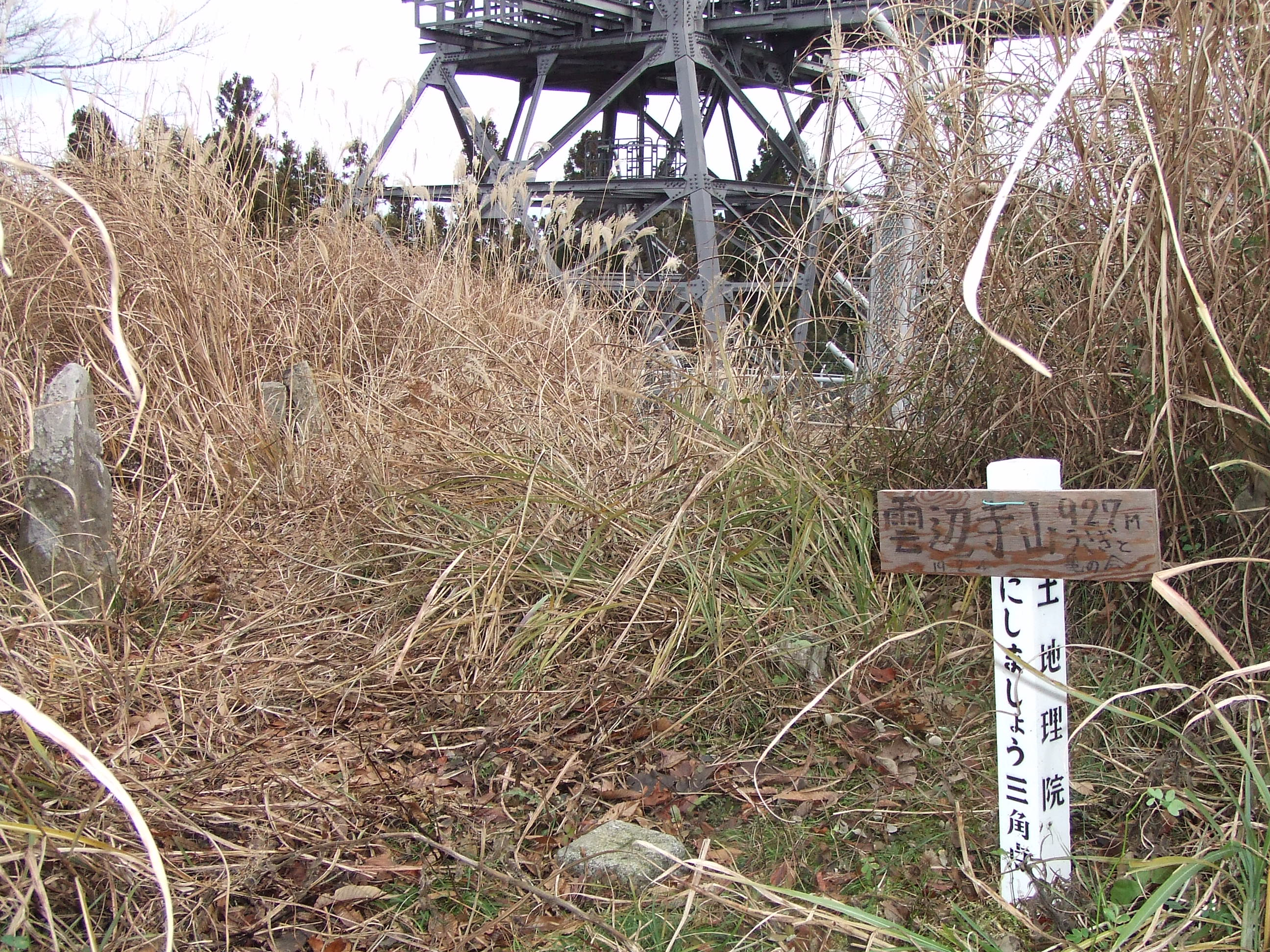
二等三角点「雲辺寺山」（927mではなく、正しくは910.7m）
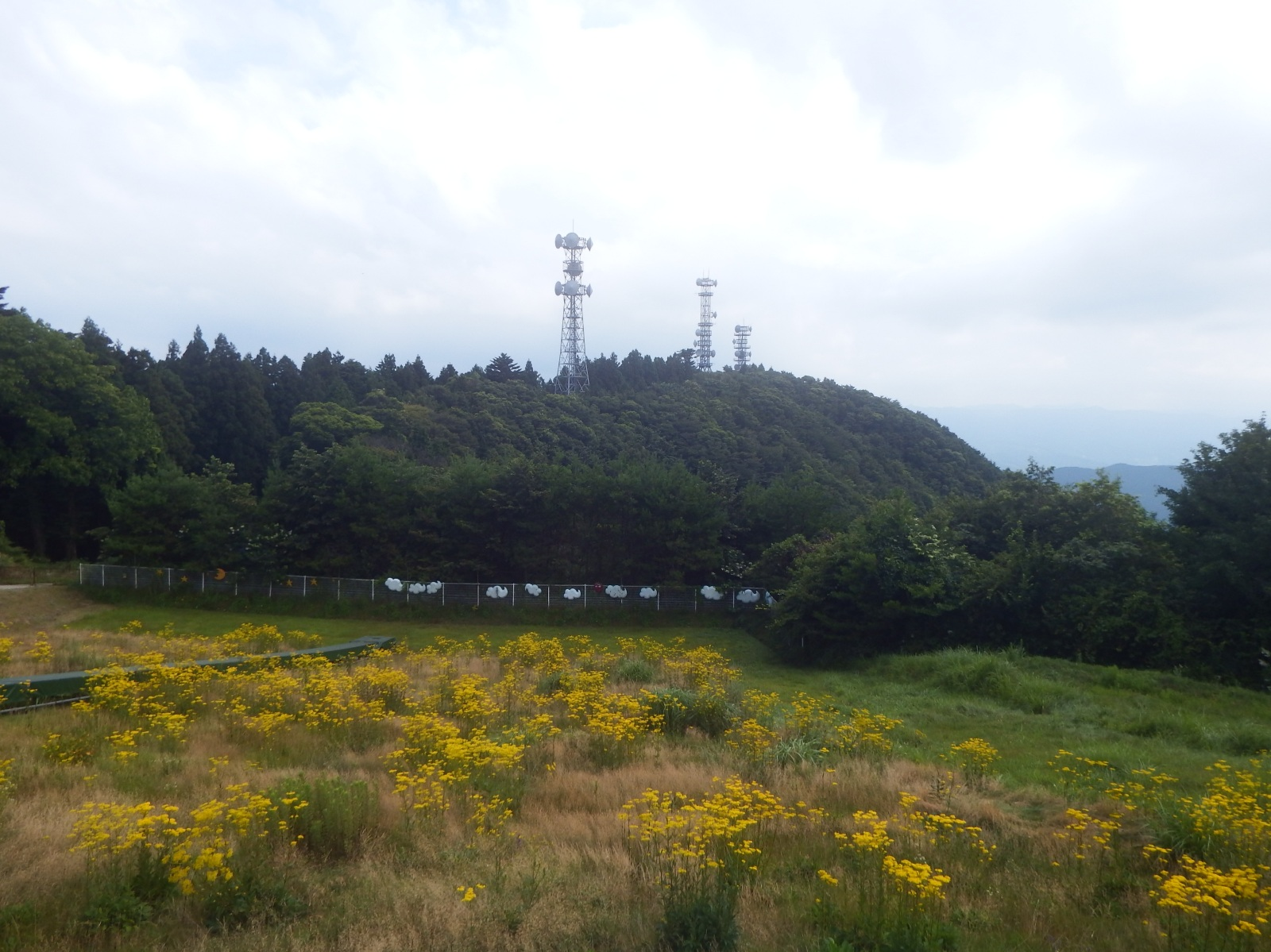
西峰
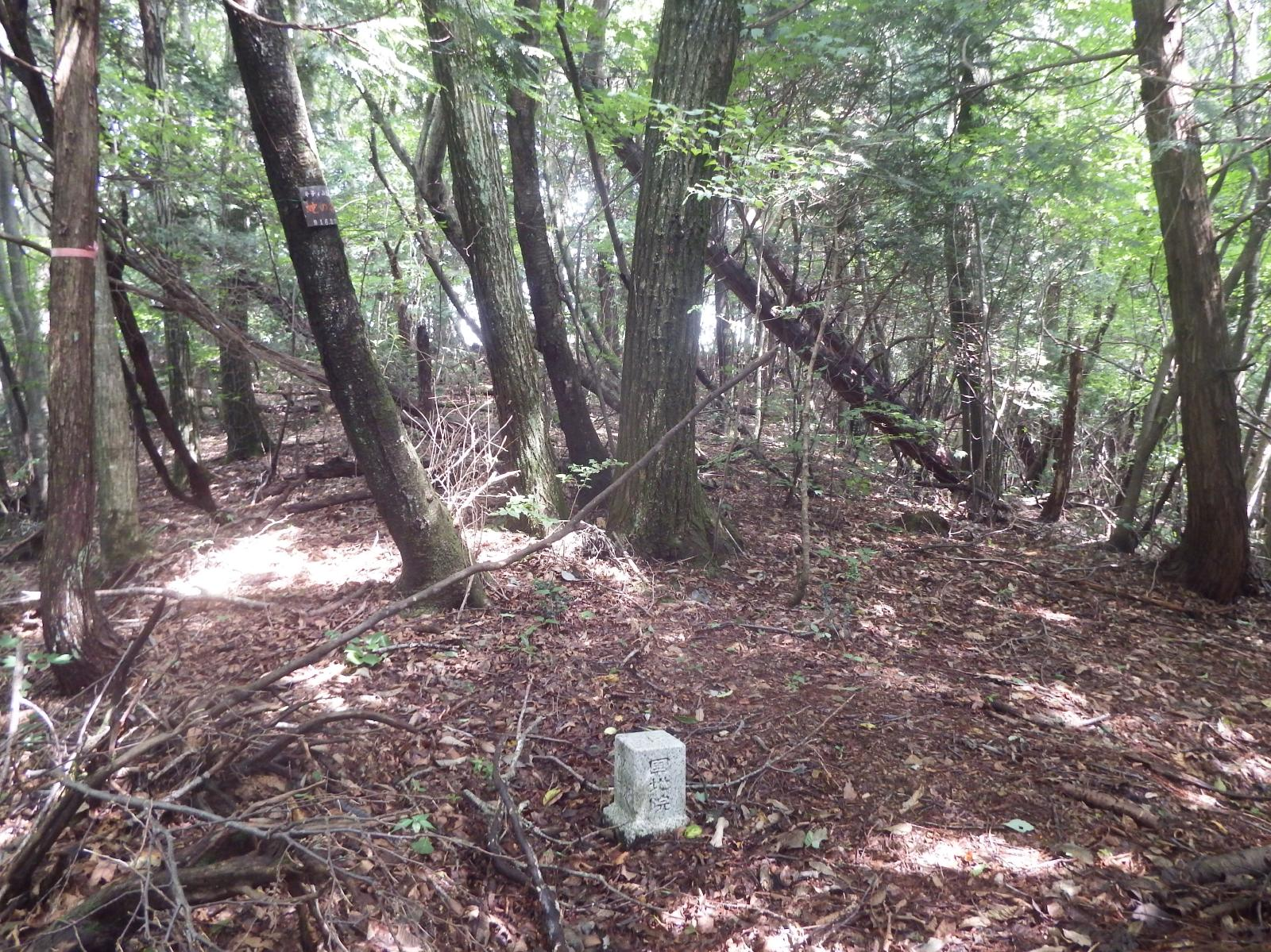
四等三角点「蛇の谷」
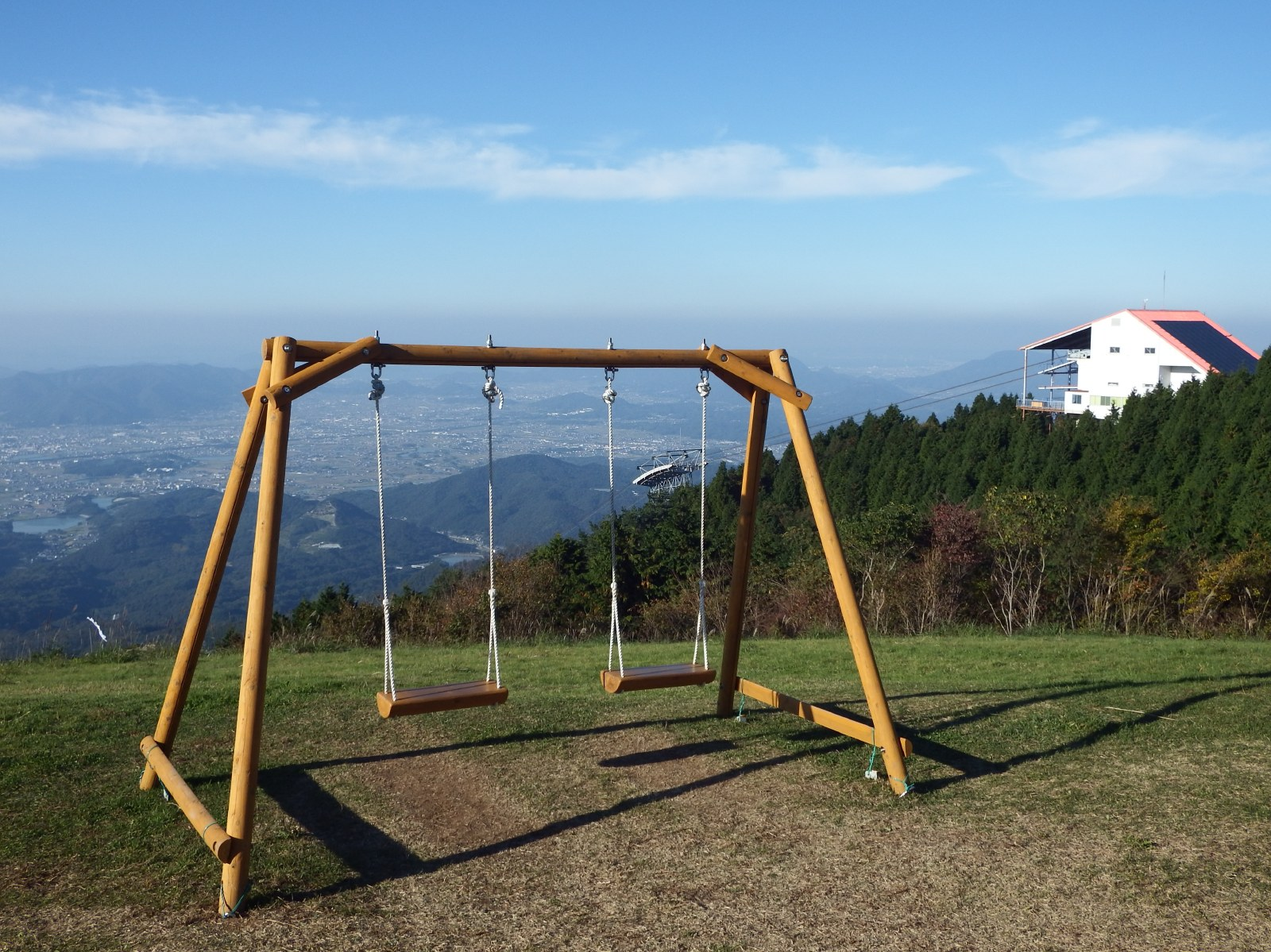
雲辺寺山頂公園の天空のブランコ